# Der Bund
Der Bund ist eine Schweizer Tageszeitung aus der Bundesstadt Bern. 1850 gegründet, stellte sich Der Bund hinter die 1848 in Kraft getretene Bundesverfassung der Schweiz und sah sich als Sprachrohr des neuen, liberal geprägten Bundesstaates.
Die Tageszeitung hat eine WEMF-beglaubigte Auflage von 34'264 (Vj. 37'362) verkauften bzw. 35'944 (Vj. 37'800) verbreiteten Exemplaren. Die drei Regionalausgaben der Berner Zeitung sowie deren Kopfblätter Berner Oberländer und Thuner Tagblatt aus dem gleichen Verlag erzielen zusammen mit dem Bund eine Reichweite von 324'000 (Vj. 325'000) Lesern (WEMF Total Audience 2018-2).

## Allgemeines
Der Bund gliedert sich in zwei Faszikel, die die klassischen Zeitungsressorts repräsentieren:
- Der erste Faszikel enthält mit der «Seite 2» eine tägliche Themenseite, danach folgen die Seiten des Ausland- und des Inlandressorts, die Meinungsseite, die Wirtschaftsnachrichten, Börsendaten sowie die Sportberichterstattung.
- Der zweite Teil trägt den Titel «Bern» und enthält Nachrichten aus Stadt, Region und Kanton Bern. Es folgen die vermischten Meldungen («Panorama») und der Kulturteil «Der kleine Bund».

Samstags erscheinen jeweils an Stelle der Themenseite das «Samstagsinterview» und der wöchentliche Leitartikel; gleichentags liegt dem Bund Das Magazin bei.

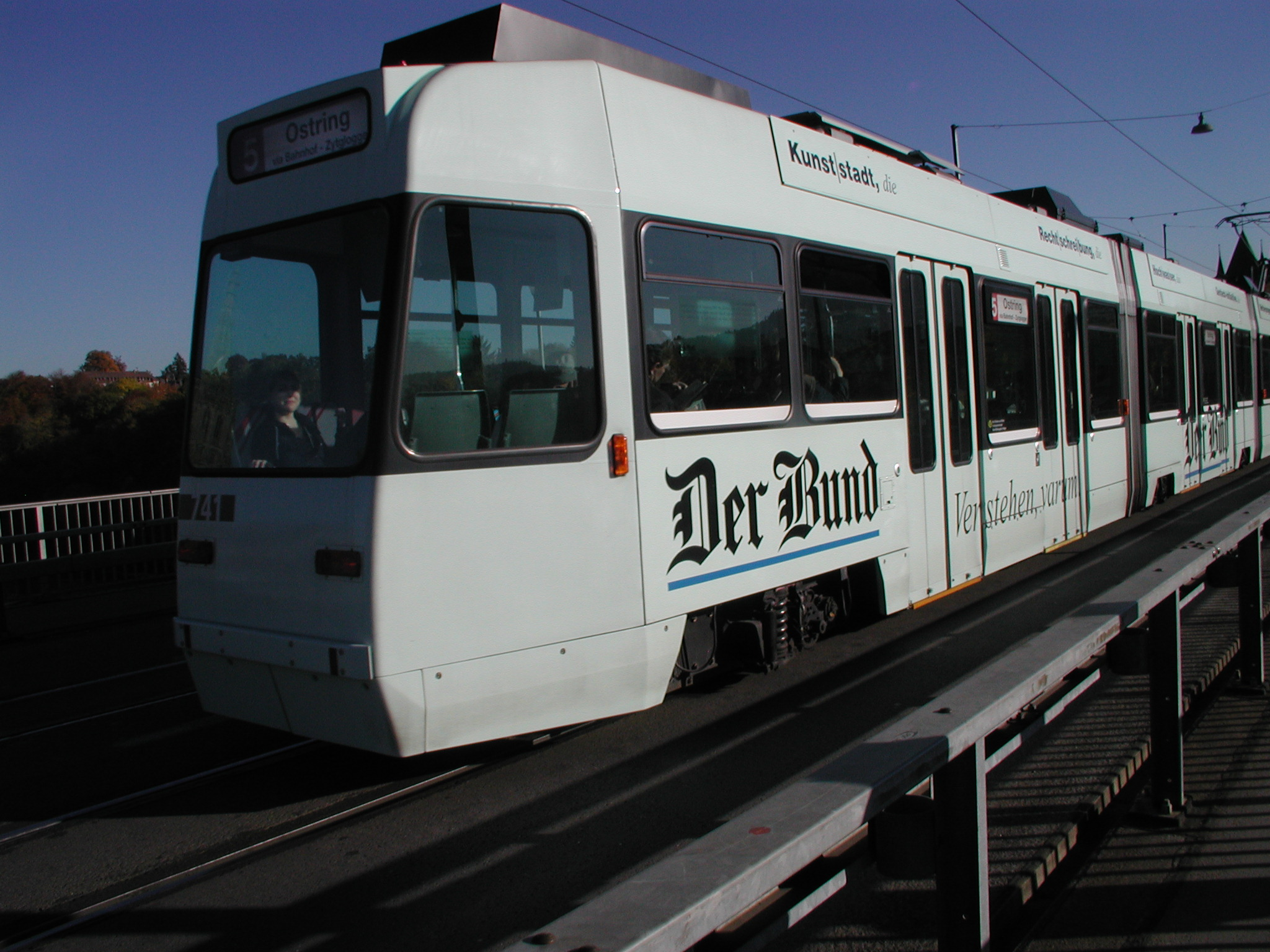
Ein Tram von Bernmobil als Bund-Werbeträger

Der Bund wird herausgegeben von der Tamedia Espace AG, die zur Zürcher Tamedia-Gruppe gehört. Diese, ebenfalls Herausgeberin der Berner Zeitung, ist verantwortlich für das Verlagsgeschäft: Anzeigenkunden können seit der Einführung des sogenannten Berner Modells – ein Verlag, zwei Zeitungen – seit dem 1. Januar 2004 nur noch Inserate für beide Titel zusammen buchen.
Per Oktober 2021 wurden die beiden Redaktionen von Bund und Berner Zeitung zusammengelegt. Es erscheinen weiterhin beide Zeitungen und Onlineportale.

## Layout
Das Layout des Bunds lehnt sich seit der inhaltlichen Kooperation an dasjenige des Tages-Anzeigers an. So wird bei beiden die Schriftfamilie Publico eingesetzt, was den Austausch von Inhalten zwischen den beiden Zeitungen erleichtern soll. Die Layouts von Bund und Tages-Anzeiger wurden mit dem Ziel entworfen, dass sie sich «so weit gleichen wie nötig und so weit unterscheiden wie möglich». Dominierende Farben im Bund-Layout sind Schwarz und Blau.

## Geschichte

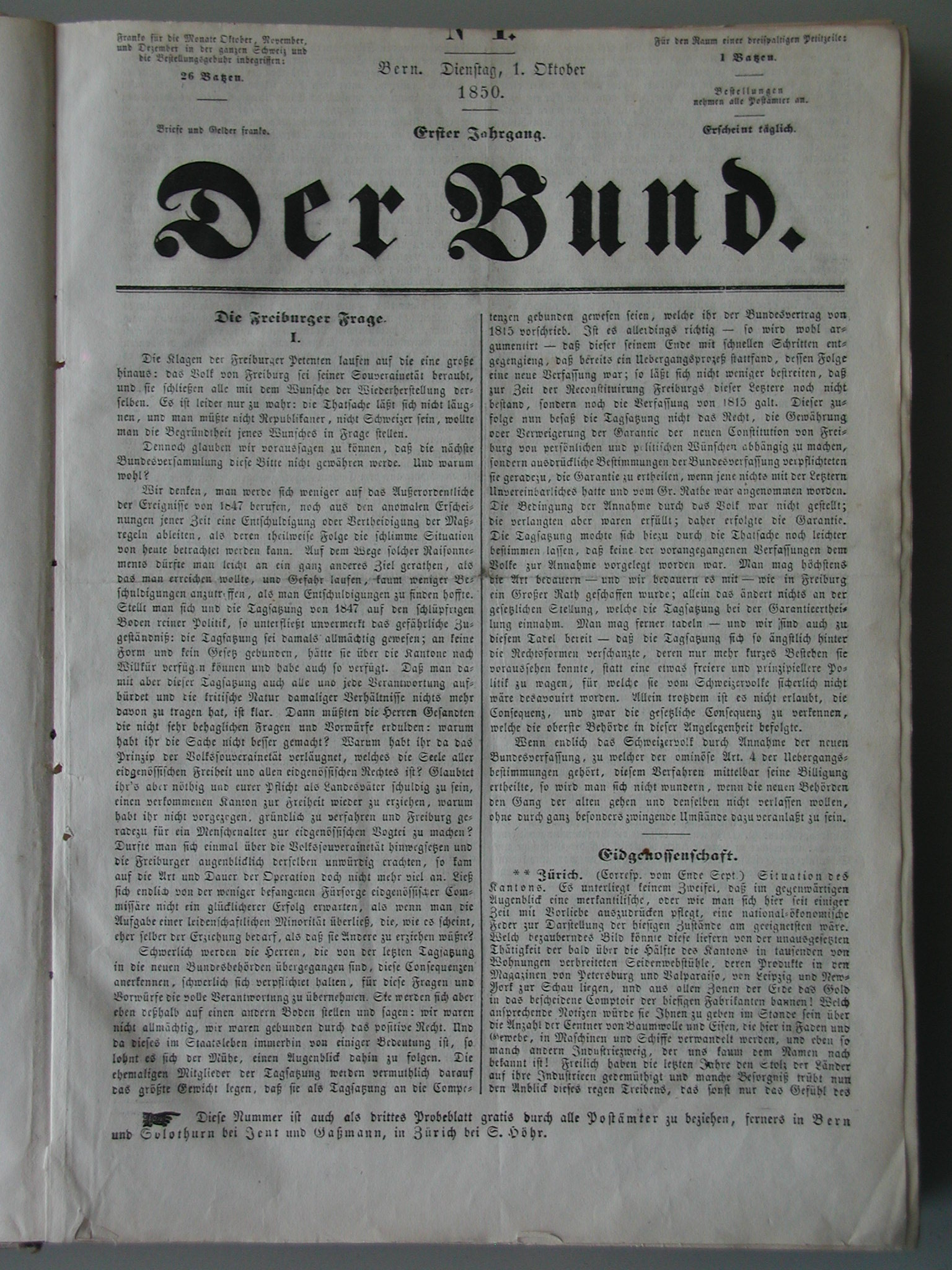
Erstausgabe vom 1. Oktober 1850

Der Bund wurde vom Solothurner Buchhändler Louis Jent gegründet und erschien erstmals am 1. Oktober 1850 in einer Auflage von rund 1000 Exemplaren. Anfangs hatte die Zeitung zwei Redaktoren. Sie wurde zunächst als parteiunabhängige Zeitung nach dem Vorbild von The Times gegründet, schlug sich aber bald auf die Seite der Liberalen.
Zunächst erschien der Bund täglich, auch sonntags. Zwischen 1891 und 1967 erschien er werktags zwei Mal täglich, nachdem ein entsprechender Versuch 1869 am Widerstand der Leserschaft gescheitert war.
Bald hatte sich die Zeitung als feste Grösse in der Berner und Schweizer Zeitungslandschaft etabliert. Auch Albert Einstein gehörte zu den Bund-Abonnenten. 1911 wurde das neue Redaktions- und Druckereigebäude an der Effingerstrasse 1 eröffnet, in dem der Bund bis 1994 untergebracht war.
In der katholischen Presse grenzte man sich in dieser Zeit von der Zeitung scharf ab: „Der Berner Bund […] steht schon seit mehreren Jahren auf dem Niveau eines ganz gewöhnlichen Hetzblattes und unterhält bekanntlich enge Beziehungen zu den ‚Altkatholiken‘, besonders zum ‚altkatholischen Bischof‘ in Bern; das mag einer der Gründe sein, weshalb die Bekämpfung der römisch-katholischen Kirche sein Hauptprogramm bildet.“
Als erste Setzmaschine in der Schweiz wurde beim Bund ab 1893 eine Thorne-Setzmaschine eingesetzt. 1976 wurde der Bleisatz durch den Fotosatz ersetzt.
Im Deutschen Reich war der Bund von 1934 bis 1945 verboten, genauso wie auch die Neue Zürcher Zeitung und die National-Zeitung in Basel. Das Verbot wurde als Reaktion auf die Berichterstattung über den so genannten Röhm-Putsch erlassen.
Während in der Nachkriegszeit mehrere Bund-Redaktoren noch politische Ämter für die FDP bekleideten, fand in den 1980er-Jahren ein redaktionsinterner Wandel statt: Die Haltung der Redaktion, insbesondere der Lokalredaktion war nicht mehr automatisch bürgerlich. Die Haltung der neue Generation von Journalisten führte redaktionsintern zu Spannungen.

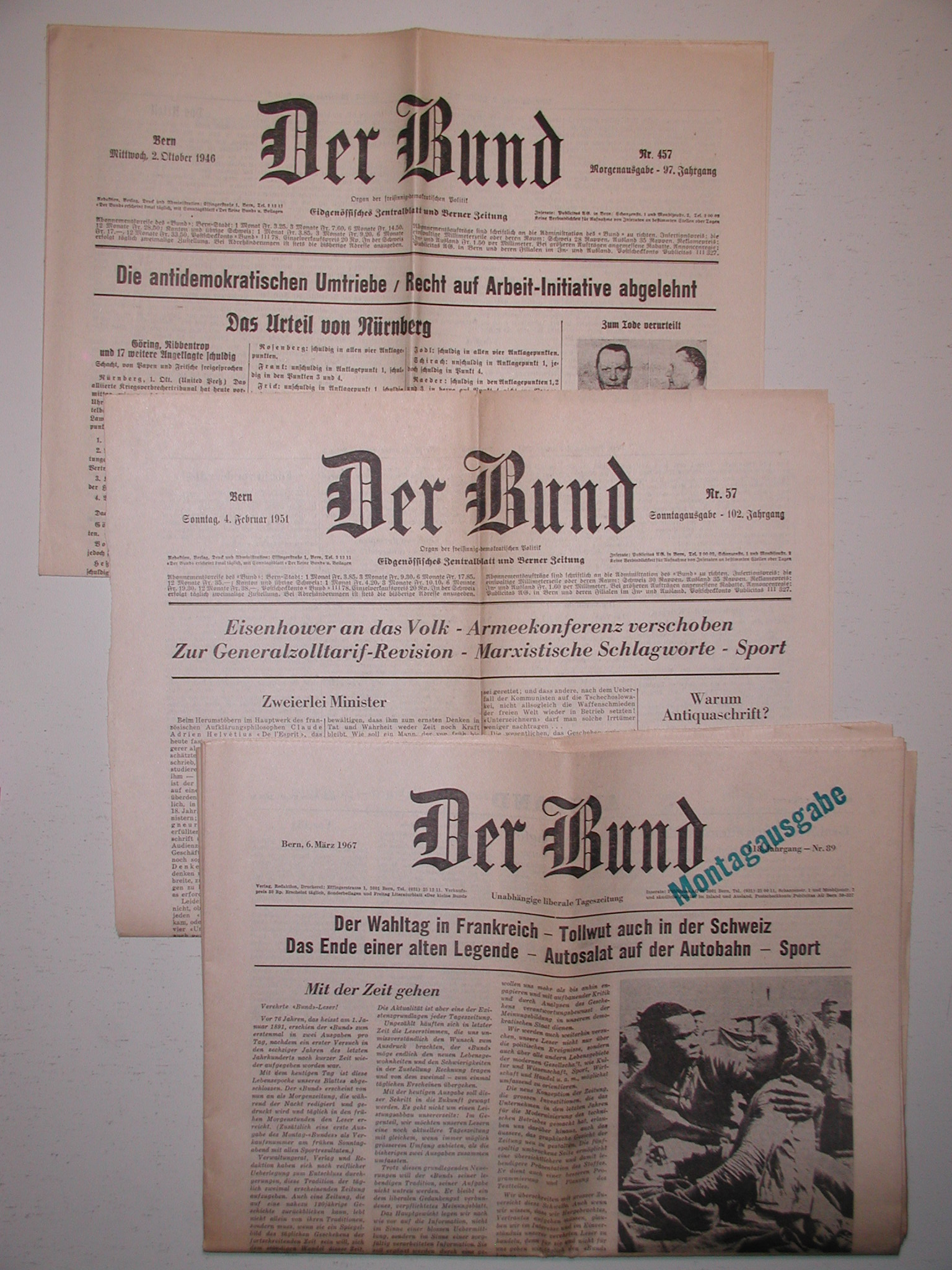
Layouts 1946 bis 1967

In den 1990er Jahren übernahm die NZZ-Gruppe den Bund. Es gelang jedoch nicht, die Zeitung in die Gewinnzone zu führen. Schliesslich übernahm Espace Media im Jahr 2004 40 % der Aktien und die operative Führung von der NZZ, 2007 auch den Rest der NZZ-Beteiligung. Ab März 2005 wurde der Bund im Druckzentrum der Espace Media gedruckt. Er blieb jedoch redaktionell unabhängig von der Berner Zeitung.
Im Mai 2006 löste der Bund als Folge von Sparmassnahmen seine Sportredaktion auf. Danach übernahm die mit Bund-Journalisten aufgestockte Sportredaktion der lokalen Konkurrentin Berner Zeitung die Berichterstattung. Ab 2008 untersuchte eine Projektgruppe der Tamedia AG, seit 2007 Mehrheitsaktionärin von Espace Media, verschiedene Varianten für den Bund. Im Vordergrund stand dabei entweder eine enge Zusammenarbeit mit dem Tages-Anzeiger oder der Zusammenschluss mit der Berner Zeitung zu einer neuen Regionalzeitung.
Die Ankündigung löste zahlreiche, mehrheitlich bedauernde oder empörte Reaktionen aus. In der Folge lancierte der Berner Politikberater und Buchautor Mark Balsiger das Komitee «Rettet den Bund». Das Komitee, das von Politikern aus verschiedenen Parteien und Persönlichkeiten aus Wirtschaft, Wissenschaft und Kultur präsidiert wird, setzt sich für die Eigenständigkeit des Bunds ein. Während der ersten zwei Wochen nach der Gründung sind dem Petitionskomitee ungefähr 7000 Personen beigetreten; Anfang 2010 verzeichnete das Komitee 16'500 Mitglieder.
Im Mai 2009 entschied sich der Verwaltungsrat der Tamedia AG für die Variante, die Bund-Chefredaktor Artur K. Vogel und Res Strehle, Co-Chefredaktor des Tages-Anzeigers, ausgearbeitet hatten: Der Bund bleibt als eigenständiger Titel erhalten, arbeitet jedoch künftig redaktionell eng mit dem Tages-Anzeiger zusammen. Seit Oktober 2009 ist das Modell in Kraft: Der Bund bezieht die ganze Auslandberichterstattung, Teile der Innenpolitik, der Wirtschaft, des Sports und der Kultur sowie Beilagen vom Tages-Anzeiger. Eine gemeinsame Bundeshausredaktion in Bern unter Bund-Ägide, geleitet von Fabian Renz, berichtet für beide Titel über die Bundespolitik.
Seit Anfang 2018 erstellen nur noch je eine deutsch- und eine französischsprachige Tamedia-Redaktion den internationalen/nationalen Mantel (Inland, Ausland, Wirtschaft und Sport) für die 12 bezahlten Tages- und 2 Sonntagszeitungen der Tamedia. Chefin der deutschsprachigen Mantelredaktion Tages-Anzeiger ist Raphaela Birrer, bisherig Inlandchefin. Patrick Feuz blieb Chefredaktor des Bunds.
Im Herbst 2021 hat Tamedia die Redaktionen von Berner Zeitung und der Bund zusammengeführt. Seither ist eine Redaktion für die regionale und kantonale Berichterstattung von Bund und BZ zuständig. Die Berner Redaktion von Bund und BZ steht unter Leitung von Simon Bärtschi und befindet sich am Dammweg in Bern. Die Redaktion verfügt über Aussenstandorte in Langenthal und Burgdorf.
Die Redaktion umfasst rund 70 Redaktoren. Der Bund und die Berner Zeitung mit ihren Lokalausgaben sind zwei separate Angebote, die ihr eigenes Publikum ansprechen. Der Bund setzt weiterhin auf erweiterte Ausland-Berichterstattung, Hintergründe und Meinungen sowie eine breite Kultur-Berichterstattung. 2022 bis 2024 war Isabelle Jacobi die erste Chefredaktorin des Titels und gleichzeitig Mitglied der Chefredaktion der Redaktion von BZ und Bund.

## Chefredaktoren
- 1850–1864: Abraham Roth (de facto)
- 1866–1874: Johann Karl Tscharner
- 1875–1882: Franz Limacher
- 1882–1890: Konrad Eggenschwyler
- 1890–1925: Michael Bühler
- 1925–1941: Ernst Schürch
- 1941–1964: Walter Egger
- 1964–1984: Paul Schaffroth
- 1985–1987: Hans Stark
- 1987–1989: Andreas Christoph Kurz
- 1989–1995: Peter Ziegler
- 1995–2000: Konrad Stamm
- 2001–2006: Hanspeter Spörri
- 2007–2014: Artur K. Vogel
- 2015–2021: Patrick Feuz
- 2022–2024: Isabelle Jacobi[18]
- 2024–: Marcello Odermatt